# Tahya Misr (FFG 1001)
ENS Tahya Misr (FFG 1001) es una fragata en servicio de la Armada egipcia. Fue construida por el programa de fragatas multipropósito FREMM. La fragata Tahya Misr se construyó originalmente como Normandie originalmente destinada a la Armada francesa antes de adquirida por Egipto y cambiar de nombre.

## Historial operativo
En agosto de 2018, el Tahya Misr realizó un ejercicio conjunto con la fragata italiana similar Carlo Margottini, regresando a casa tras haber participado en la Operación Atalanta en el Océano Índico.